# Siegfried Naumann
Siegfried Naumann (Malmö, 27 november 1919 – aldaar, 13 juni 2001) was een Zweedse componist, dirigent en muziekpedagoog.

## Levensloop
Hij studeerde van 1942 tot 1945 aan de Kungliga Musikhögskolan te Stockholm. Van 1945 tot 1949 was hij dirigent van het Muziekgezelschap in Örnsköldsvik, Zweden. Zijn studies voltooide hij in het buitenland en was in de zomer 1949 aan de Universität für Musik und Darstellende Kunst "Mozarteum" Salzburg te Salzburg en daarna aan de befaamde Accademia Nazionale di Santa Cecilia in Rome, waar hij bij Ildebrando Pizzetti en Francesco Malipiero studeerde. De orkestdirectie-studies deed hij bij Wilhelm Furtwängler en Hermann Scherchen. 
In 1962 stichtte hij het Ensemble Musica Nova, dat hij ook tot 1977 dirigeerde. 
Van 1963 tot 1983 was hij docent aan het Kungliga Musikhögskolan in Stockholm, dat hem in 1976 tot professor benoemde. 
In 1991 kreeg hij de Christ Johnsons-Prijs en de Kurt Atterberg-Prijs. Hij componeerde orkest-, kerk- en koormuziek, kamermuziek en harmonieorkestwerken.

## Composities

### Werken voor orkest
- 1937 Tre klassiska danser voor strijkorkest en blaaskwintet
  1. Saraband
  2. Gavott
  3. Menuett
- 1947 Präludium & Sommarkoral voor strijkorkest
- 1949 Symfonie nr. 1
- 1951 Symfonie nr. 2
- 1952 Improvvisata voor viool en orkest
- 1962 Trasformazioni per strumenti op. 5
- 1968 Estate op. 21
- 1969 Spettacolo nr. 2 voor sopraan, alt, bariton, gemengd koor, orkest, piano, celesta, hammondorgel en geluidsband
- 1969-1971 Teatro strumentale per Musica Nova voor gitaar, piano, hammondorgel, strijkkwartet en orkest, op. 22
- 1975 Ungdom - Gioventù - Jeunesse - Jugend - Youth - Jeugd voor vier instrumtengroepen: I: strijkers, II: slagwerk, III: houtblazers, IV: koperblazers, op. 31
- 1978 Ljudposter - Suoni Esposti voor vier instrumentengroepen uit een orkest met 3 saxofoons, op. 23
- 1983-1984 Flores sententiarum
- 1986 Strutture per un'orchestra sinfonica op. 45
- Solitude op. 17
- Och lärkan slår och Skånes somrar ila
- Tre movimenti op. 54
- Versi da Francesco d'Assisi op. 57

### Werken voor harmonieorkest
- 1963/1980 Strutture per Giovanni voor harmonieorkest
- 1974-1976 Fanfarer, voor symfonisch blaasorkest, op. 25
- 1982 Ljudtrappa op. 38
- 1984 Ljudspel - Giuoco di suono voor symfonische blaasorkest, op. 39
- 1986 Marcia a Montecelio nr. 1 op. 44a
- 1987 Marcia a Montecelio nr. 2 op. 44b
- 1989 Arie di battaglia op. 52 Vocalise voor twee blaasorkesten, 2 contrabassen, sopraan- en tenorsolo, harp, synthesizer, 2 slagwekers, verteller, acrobaten
- 1998 [Konsert] Concerto voor 3 piccolo's, 3 trompetten, 4 hoorns, 3 trombones, tuba, twee slagwerkers, contrabas en orgel, op. 65
- Fanfara di nozze op. 62
- Polonäs nr. 2 voor harmonieorkest

### Missen
- 1947 Musica sacra no 2 voor recitant, 2 fluiten obligaat en strijkorkest
- 1958 Musica sacra no 4 voor bariton (Christus), gemengd koor en twee orkesten - 1: fagot, alt-viool, cello, 2: 3 hoorn, 3 trompetten, 3 trombones, contrabas
- 1964 Messa in onore della Madonna di Loreto voor gemengd koor, orgel en slagwerk, op. 11
- 1995 Messa da requiem voor sopraan, alt, tenor, bariton, bass, gemengd koor, orkest, elektr.-orgel en piano, op. 61

### Vocaalmuziek met orkest of instrumenten
- 1959 7 sonetti di Petrarca voor tenor-solo, harp, 4 celli en vibrafoon
- 1963 Il cantico del sole voor sopraan, bariton, concertino: fluit, hobo, klarinet, fagot, trompet, trombone, viool, alt-viool, cello, contrabas en orkest, op. 8
- 1985 Mixturae voor sopraan, orgel en slagwerk, op. 42
- 1990 Il pianto della Madonna - Lauda drammatica kerkopera, voor sopraan, tenor, bariton, gemengd koor, 4 hoorns, 3 trompetten, 3 trombones, 3 slagwerkers, harp, 6 celli, 6 contrabassen en elektr.orgel, op. 53
- 1992 Skåne - Scania poema voor contraalt-solo en orkest, op. 56
- 1993 Cadenze voor 4 soli (alt, viool, piano, cello), hammondorgel en orkest, op. 58

### Werken voor koormuziek
- 1970 Due cori su testi latini voor twee koren en instrumenten, op. 24
- 1970 Pastorale - 3 brevi canti voor gemengd koor, op. 28
- 1976 Vita vinum est, voor gemengd koor, op. 32
- 1986 Orden av Anders Österling - Tre sånger voor mannenkoor, piano en 2 slagwerkers, op. 43
  1. Gården och dösen
  2. Vid ett vattenfall i Österlen
  3. Bokskogen i juli
- Due cori su testi latini op. 24

### Werken voor kamermuziek
- 1948 Duo voor klarinet en fagot
  1. Canto
  2. Intricato
  3. Pastorale
  4. Vivace
- 1959 Ruoli - Studio aleatorico voor klarinet, op. 1
- 1963 Risposte II voor piano, orgel, elektr.-gitaar en trombone, op. 7
- 1964 Cadenze per 9 strumenti voor fluit, klarinet, basklarinet, hoorn, trompet, trombone, percussie, viool en cello, op. 10
- 1966 Solitude voor harp, twee slagwerkers en hammondorgel/piano, op. 17
- 1978 Clarisonus - Teatro strumentale quattro o più strumenti a fiato - voor twee klarinetten, basklarinet en bassethoorn, op. 34
- 1987 Tripla voor viool, cello en piano, op. 46
- 1988 Violino solo a Jennifer op. 48
- 1988 Violoncello solo a Hege op. 50
- 1988 Strutture per due violini voor twee violen, op. 51
- 1990-1991 Tre movimenti voor strijkkwartet, op. 54
- 1994 Risposte III voor fluit, percussie, harp en strijkers, op. 60
- 1996 Fanfara di nozze voor trompet solo, op. 62
- 1997 Quartetto voor saxofoonkwartet, op. 64

### Werken voor orgel
- 1963 Strutture per Giovanni, giovane organista op. 9
- 1973 Bombarda voor orgel en slagwerk, op. 27
- 1978-1978 Organum - 10 studi voor orgel en klock ad lib., op. 33
- 1988 In memoria di Giovanni Gabrieli voor negen hoorns en een groote orgel, op. 47
- 1988-1997 In memoria di Giovanni Gabrieli voor twee orgels, op. 47b

### Werken voor piano
- 1948 Sonatine
- 1984 Giocando colle mani - Ljudlek voor piano en slagwerk, op. 40
- 1988 Pianoforte solo a Michal voor piano en slagwerk, op. 49

### Werken voor percussie
- 1969 Massa vibrante voor percussie-ensemble op. 20

- Bibliothèque nationale de France: cb14770966s (data)
- Gemeinsame Normdatei: 116900660
- International Standard Name Identifier: 0000 0001 2028 669X
- Library of Congress Control Number: n78062613
- MusicBrainz: fadbbfe2-9f94-4c55-953f-40f1872f0045
- Nationale Bibliotheek van Israël: 987012502886005171
- Nederlandse Thesaurus van Auteursnamen: 107198312
- LIBRIS: 213783
- Trove: 1198788
- Virtual International Authority File: 75112030
- WorldCat: E39PBJvCW3ck9DkFH77xck4rMP